# Schuiladres

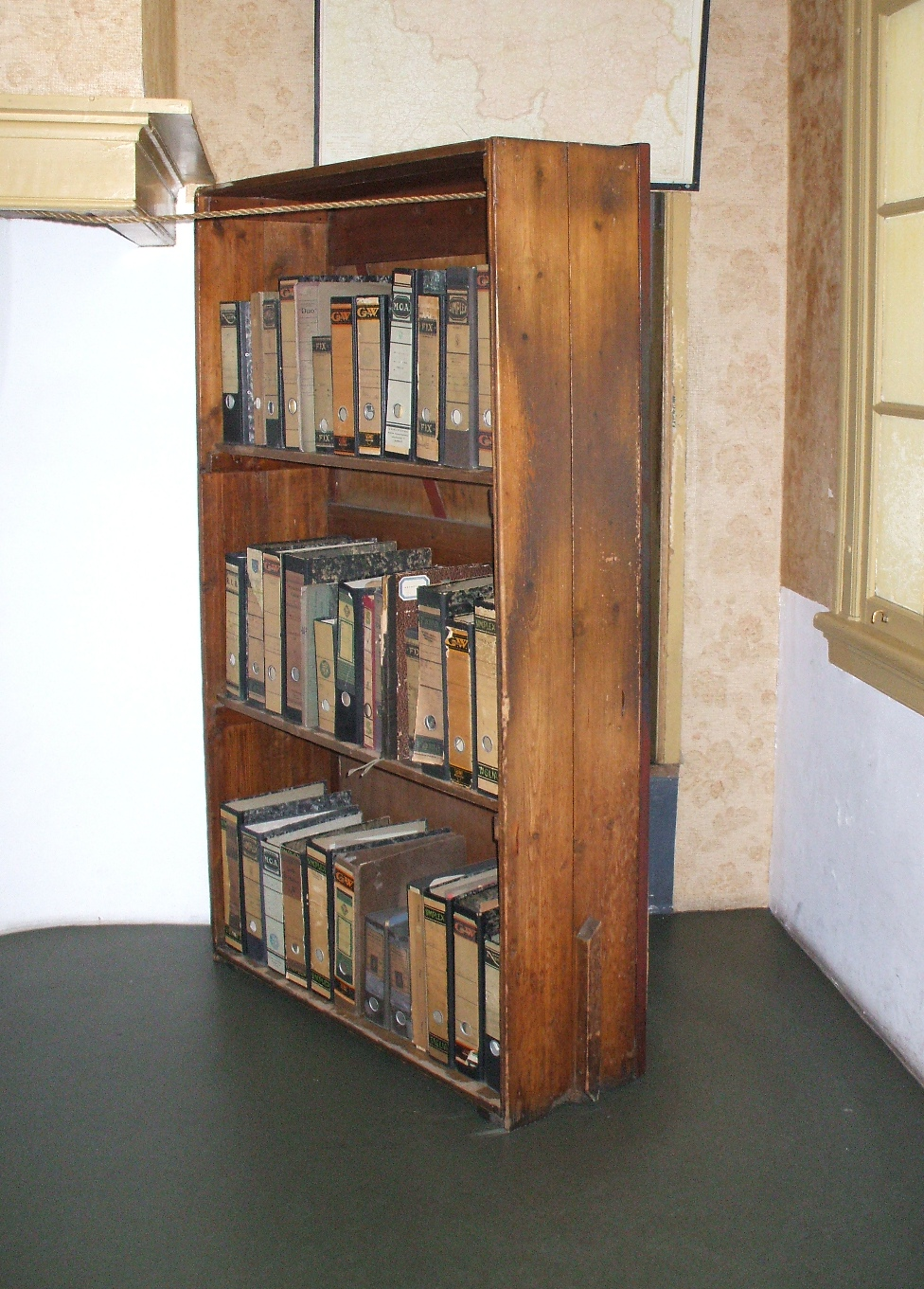
Reconstructie van de boekenkast waarachter Anne Frank en haar familieleden zich schuil hielden

Een schuiladres of onderduikadres (Engels: safe house, "veilig huis") is een adres waar iemand heimelijk verblijft omdat die bedreigd wordt of achtervolgd, of die anderszins in gevaar is of zichzelf in gevaar voelt. De plaats of het adres is slechts bekend bij de persoon zelf en misschien bij één of meer vertrouwenspersonen. 
Een schuiladres kan gebruikt worden door de politie (bijvoorbeeld voor het beschermen van getuigen) of de inlichtingendienst (bijvoorbeeld voor het verbergen van geheim agenten). Een vluchthuis is een schuiladres voor slachtoffers van huiselijk geweld. 

## Geschiedenis
Schuiladressen waren een integraal onderdeel van de Underground Railroad, het netwerk van locaties in de Verenigde Staten in de 19e eeuw dat gebruikt werd om slaven te helpen ontsnappen.
Tijdens de Tweede Wereldoorlog hielden veel Joden en anderen die vervolgd werden door de nazi-bezetters in Nederland zich schuil door onder te duiken.